# Ulpia Traiana Sarmizegetusa
Ulpia Traiana Sarmizegetusa (nume  complet: Colonia Ulpia Traiana Augusta Dacica Sarmizegetusa) a fost capitala provinciei romane Dacia. Situată la o distanță de 40 km de Sarmizegetusa Regia, capitala anterioară a regatului dac, colonia Ulpia Traiana a fost întemeiată după cucerirea acestuia de către împăratul Traian, între anii 108–110. Colonia Ulpia Traiana Augusta Sarmizegetusa Dacica a fost fondată prin defalcarea veteranilor. Conform unui monument epigrafic, orașul a fost fondat din porunca împăratului de către generalul guvernator Decimus Terentius Scaurianus. 
Sub Hadrian i-a fost adăugat și numele Sarmizegetusa, iar în timpul împăratului Alexandru Sever a devenit metropolis. Așezarea a cunoscut o perioadă de dezvoltare care a durat până în a doua jumătate a secolului al III-lea, când a avut loc retragerea aureliană. În acest interval s-a construit pe bază de materiale variate, precum piatra locală de râu și stâncă, marmura, cărămida și țigla. Structurile erau construite în primă fază, provizorie, din lemn, după care erau realizate mai permanent, din piatră. Cea mai impunătoare clădire, amfiteatrul, avea o capacitate de circa 5000 de persoane. 
Ruinele orașului antic constituie un complex arheologic (cod LMI HD-I-s-A-03205) aflat în localitatea Sarmizegetusa din județul Hunedoara. În apropiere este și Muzeul de Arheologie Sarmizegetusa, fondat în 1924, care adăpostește obiecte recuperate în cursul cercetărilor arheologice. Până în prezent, o mare parte din suprafața orașului antic nu a fost excavată de arheologi.

## Amplasare

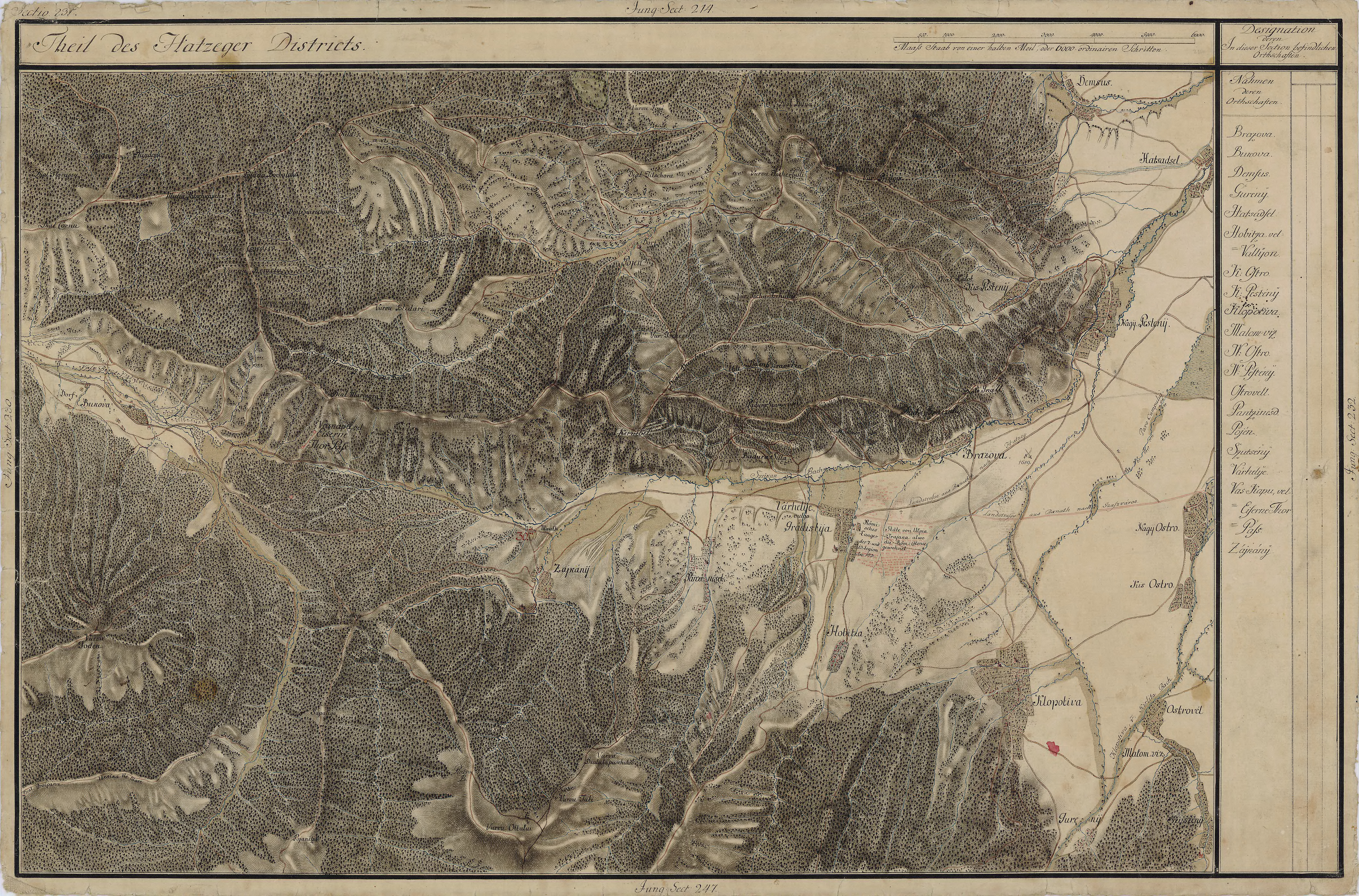
Sarmizegetusa în Harta Iosefină a Transilvaniei, 1769-1773

Dacă vechea capitală a Daciei preromane se situa în Munții Orăștiei la o altitudine de 1.200 m, Sarmizegetusa Romană era amplasată pe un teren aproape șes, în bazinul Hațegului, la cota 531 m. Orașul se afla la aproximativ 8km depărtare de trecătoarea care face legătura între Banat și Transilvania și care purta în antichitate numele de Tapae, astăzi "Porțile de Fier ale Transilvaniei". Alegerea amplasamentului pentru întemeierea orașului s-a făcut în baza avantajelor strategice și economice, cu Munții Retezat la sud și Munții Poiana Ruscă la nord, constituiau bariere naturale greu de străbătut pentru eventualii atacatori. Teritoriul metropolei se întindea de la Tibiscum la Micia, până la intrarea Jiului în defileu, un teritoriu propice în care capitala s-a putut dezvolta în liniște, fiind apărată de castrele Tibiscum, Voislova, Micia și Bumbești.
Cetatea, un patrulater format din blocuri de piatră masive, a fost construită cu cinci terase, pe o suprafață de aproape 30.000 m².
Prin Ulpia Traiana trecea drumul imperial care venea de la Dunăre și făcea legătura cu extremul nord al provinciei, la Porolissum (Moigrad).

## Istorie
Deoarece romanii voiau sa evite o nouă luptă foarte dificilă la Tapae în următoarea lor incursiune împotriva dacilor, au amplasat la sfârșitul campaniei din 101–102 e.n., la distanța de 8 km est de Porțile de Fier ale Transilvaniei, în Câmpia Hațegului, o garnizoană romană. Pe acest amplasament al taberei militare romane avea să fie construit, după obținerea victoriei din anul 106 e.n., un mare oraș, capitala unei noi provincii a Imperiului Roman. 
Ulpia Traiana a fost întemeiată de guvernatorul Daciei Romane Decimus Terentius Scaurianus și avea o formă obișnuită în acea vreme la romani: un patrulater cu laturile rotunjite, cu o suprafață de 32,4 ha, lungimea 600 m, lătimea 540 m și înălțimea zidului de 4–5 m. Zidul era construit din blocuri de piatră cioplite, îmbinate cu mortar, și era prevăzut în partea superioară cu creneluri, având pe fiecare latură câte o poartă. Porțile de pe laturile paralele erau legate între ele prin două străzi principale, care străbăteau cetatea dintr-o parte în alta. Forul era în centrul orașului, cuprins între zidurile de apărare și se afla la întretăierea celor două străzi principale. Dacă în interior se aflau clădirile administrative și religioase, în afară se aflau case, gospodării, unele temple, dar și construcții publice și particulare precum și cimtirele. Numele complet al orașului era Colonia Ulpia Traiana Augusta Dacica Sarmizegetusa.
La scurt timp de la întemeiere, are loc o răscoală a sarmaților în 117–118 e.n. Ea a fost înăbușită cu cruzime de Quintus Marcius Turbo, un militar specializat în astfel de acțiuni de suprimare a răscoalelor din imperiu, trimis de împăratul Hadrian. Drept recunoștință pentru nimicirea răscoalei, conducerea orașului a ridicat în 118 e.n. un monument în cinstea lui Hadrian, iar în 119 e.n. o inscripție de mulțumire pentru Turbo.
Cum din anul 166 popoarele barbare aflate la granița imperiului în frunte cu marcomanii și dacii liberi, au atacat provincia, guvernatorii Daciei au luptat din greu ca s-o apere. La un moment dat apărarea a căzut, iar atacatorii au invadat teritoriul provinciei, au pustiit regiunea auriferă și s-au îndreptat spre Ulpia Traiana. Împăratul Marcus Aurelius a salvat capitala. Ca urmare, i s-a ridicat și lui o inscripție pe la 172, în care i se mulțumește că a scăpat orașul de un dublu pericol: cel al invaziei și cel al răscoalei autohtonilor. Caracalla este prezent în 213 în Dacia, când s-au obținut victorii în luptele din nordul Daciei și Panonia. În cinstea lui au fost ridicate trei inscripții la Ulpia Traiana. Alexandru Severus (222–235) a acordat orașului titlul de metropolis și a instituit Concilium III Daciarum. 
În anul 241, la Sarmizegetusa, conciliul celor trei Dacii (Dacia era împărțită în 3 provincii administrative: Dacia Porolissensis, Dacia Apulensis și Dacia Malvensis) s-a închinat împăratului Gordian al III-lea (238–244), iar colonia însăși și-a exprimat devotamentul față de împărat în 239. De la Hadrian și până la Philippus (244–249), Dacia s-a bucurat de liniște și înflorire cu scurte întreruperi. Pe timpul lui Philippus a avut loc invazia carpilor și cel mai mult a avut de suferit zona dintre Olt și Dunăre. Procuratorul provinciei Dacia Apulensis, F. Aelius Hammnonius iunior (247–249) a ieșit victorios asupra carpilor, iar conducerea orașului i-a ridicat lui Iulius Philippus o statuie cu inscripția nostro divino domino. În anul 250, Decius a fost celebrat ca restitutor Daciarum de către Colonia Nova Apulensis, iar Ulpia Traiana i-a ridicat o statuie din bronz ca mulțumire că a apărat Dacia de goți și carpi. 
În ultimele două decenii ale administrației romane s-a resimțit criza prin care trecea imperiul și în Dacia și în metropola ei. Astfel că în timpul lui Gallienus (253–268), circulația monetară pe teritoriul Sarmizegetusei a scăzut. Pe fondul atacurilor barbare și al lipsei soluțiilor de a apăra Dacia, împăratul Aurelian a hotărât retragerea peste Dunăre a armatei și funcționarilor, care au fost urmați și de proprietarii de pământ și de sclavi, dar nu de marea masă a populației. Orașul a continuat să supraviețuiască cu o populație împuținată și modestă, care trăia în palatele părăsite și care, în caz de atac, se adăpostea în amfiteatru, transformat într-o fortăreață rezistentă. Viața orașului a încetat probabil odată cu năvălirea hunilor și a popoarelor aduse de aceștia și mai ales după moartea lui Attila, când haosul a pus stăpânire peste tot.

## Complexul arheologic

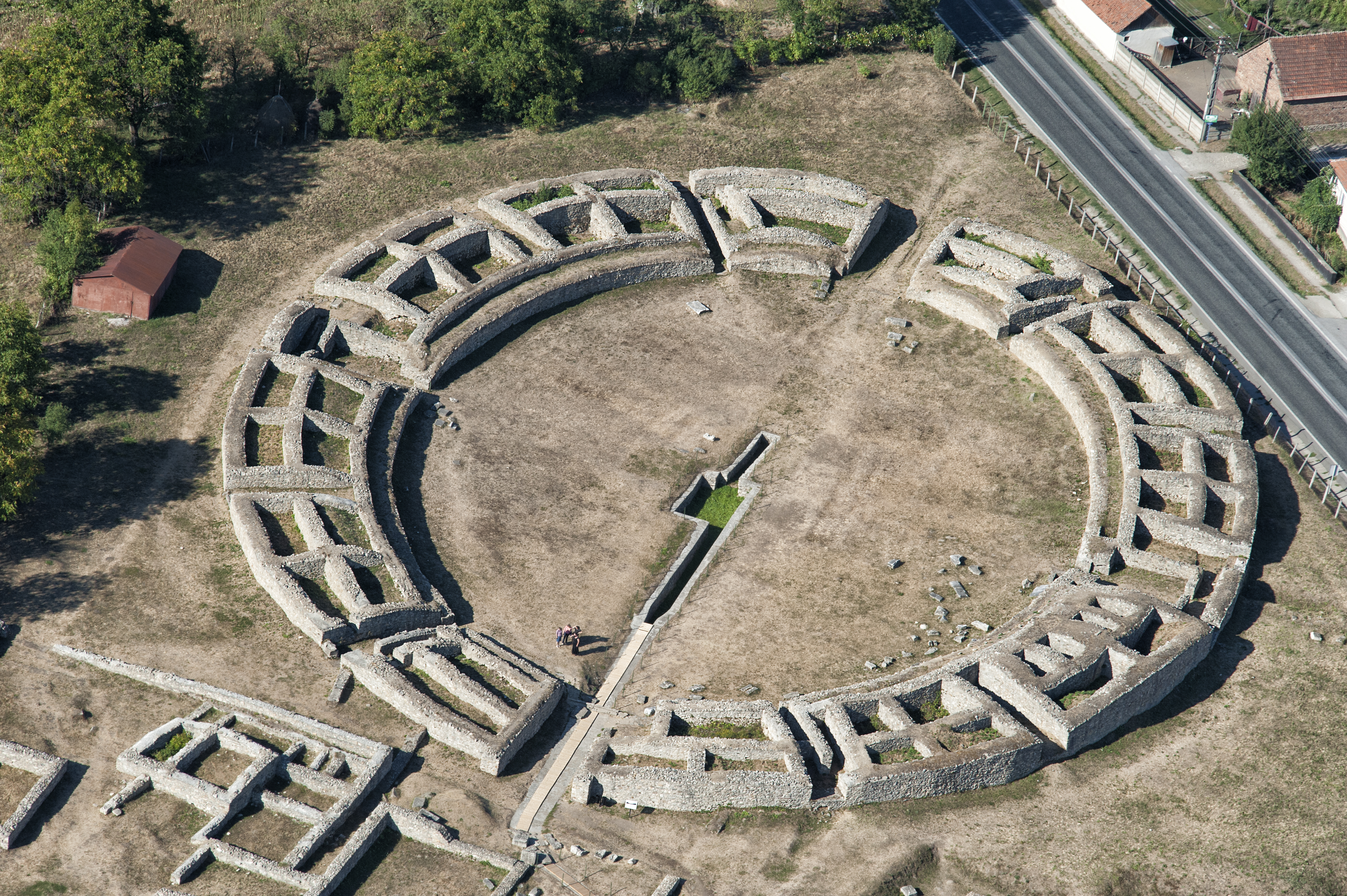
Ruina amfiteatrului.

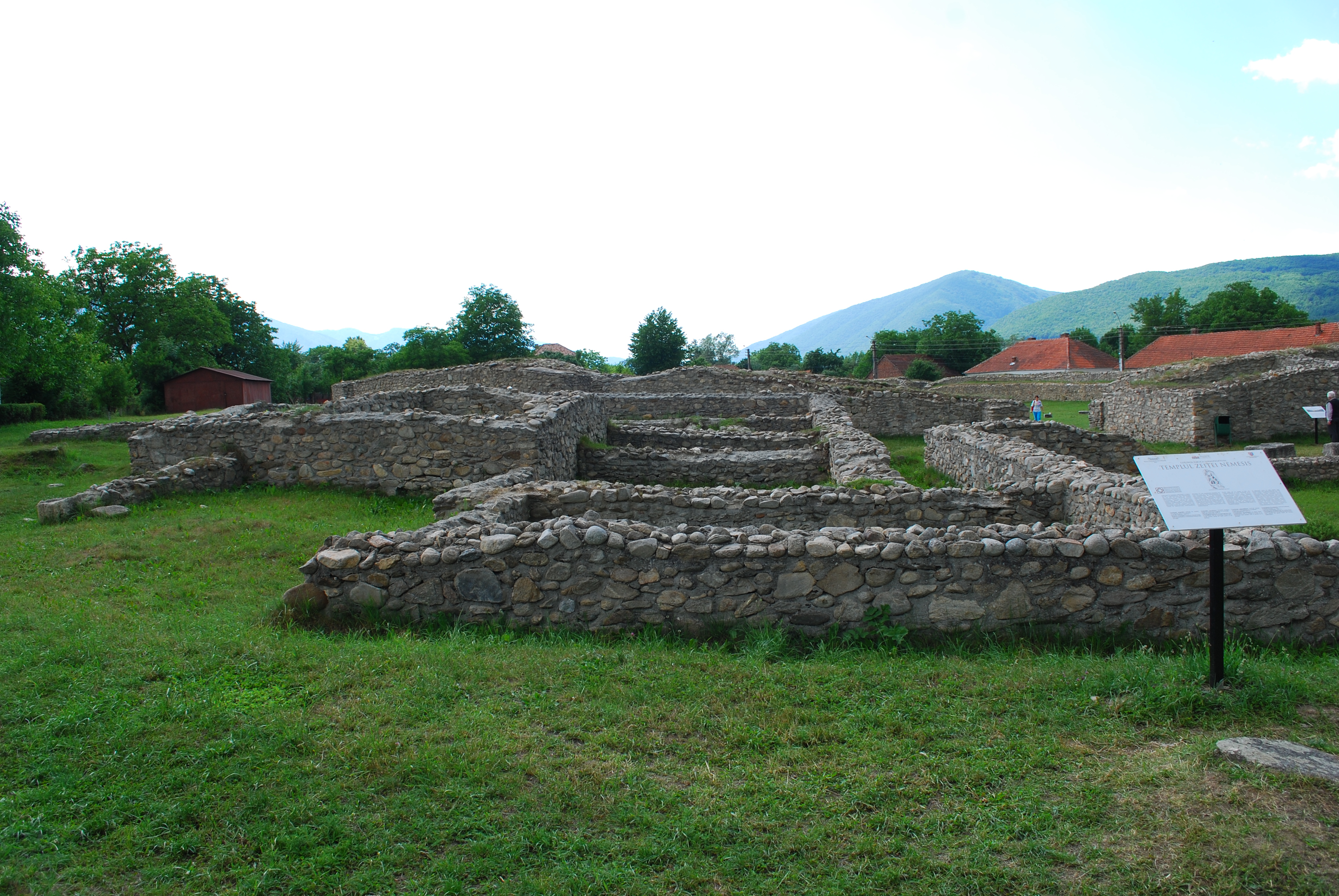
Templul zeiței Nemesis.

Forul lui Traian (forum vetus).

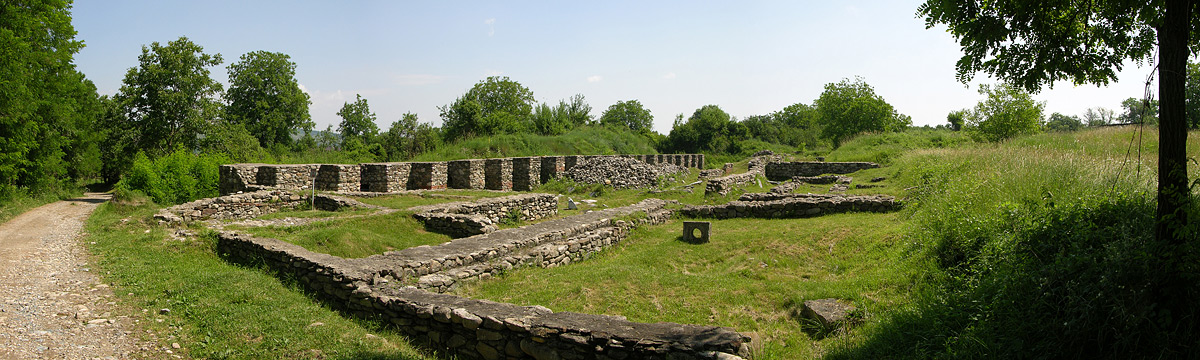
Praetorium procuratoris și horreum.

Amfiteatrul este cel mai impunător edificiu al complexului. A fost construit în prima jumătate a secolului al II-lea. În incinta lui aveau loc lupte de gladiatori, încăierări între animale sălbatice și oameni, reprezentații de teatru, declamații și alte manifestații publice. 
La o capacitate de aproximativ 5000 de persoane, băncile erau de două feluri: cele pietruite, din apropierea scenei, rezervate persoanelor importante, și cele de sus, de lemn, rezervate spectatorilor de rând. Conform inscripției unei bănci păstrate în muzeu, demnitarii aveau locuri rezervate. În mijlocul amfiteatrului era o cameră subterană, din care a fost recuperată o tablă de marmură, dedicată zeiței Nemesis de către C. Valerius Maximus pecurarius, furnizor de animale.
Templul zeiței Nemesis. În apropierea amfiteatrului a fost construit și un templu dedicat zeiței Nemesis, care era venerată în antichitate de către gladiatori. În cadrul muzeului de arheologie s-au păstrat capiteluri de coloane din templu, precum și câteva table reliefate. Pe una este reprezentată zeița, cu atributele ei, balanța, grifonul și roata.
Palatul Augustalilor (în latină Aedes Augustalium) se află în apropierea forului (avea o intrare în for), în interiorul zidurilor orașului, și era sediul ordinului augustalilor, o corporație influentă, care își recruta membrii din cadrul stratului înstărit al locuitorilor orașului. Ordinul se ocupa cu organizarea de serbări, printre care și cea de la 3 ianuarie, dedicată împăratului aflat la putere. Edificiul impunător și de proporții mari „închide la mijloc o curte centrală (despărțită în două printr-un zid), înconjurată dinspre apus și răsărit de cîte o bazilică”. În mijlocul curții se afla pe un soclu impunător altarul împăratului.
Obiectele valoroase ale corporației erau păstrate într-o încăpere subterană, cu pardoseală de piatră, pereți tencuiți și o ușă de siguranță. Printre obiectele descoperite odată cu palatul sunt fusul unei coloane cu o inscripție privitoare la donația făcută de consilierul Coloniei Antonius Super, două inscripții cu numele fiilor ctitorului palatului: cavalerii și membrii consiliului orășenesc Marcus Procilius Iulianus și Marcus Procilius Regulus.
Complexul arheologic de la Sarmizegetusa mai cuprinde:
- Templul lui Liber Pater
- Templul zeilor Domnus și Domna
- Sanctuarul zeilor Aesculapius și Hygia
- Templul zeului Mithra
- Templul zeilor palmireni
- Templul Mare
- Templul zeului Silvanus
- Horreum
- Praetorum procuratoris (sediul procuratorului financiar al Daciei Apulensis)
- Forul lui Traian (forum vetus)
- Forum novum
- Capitoliul
- Insulele de locuinte de la vest de cele două foruri
- Necropola estică